# Acoustic in Nashville: Bootleg No. 2
Acoustic in Nashville: Bootleg No. 2 – nagrany na żywo album rockowej grupy The Fray. z wyjątkiem nielicznych sklepów, jest on dostępny wyłącznie poprzez iTunes. Materiał został zarejestrowany w Nashville w połowie 2006 roku, a płyta ukazała się 4 września 2007 roku. Zawierała ona akustyczne, wcześniej niepublikowane wersje "Look After You", "She Is", "Vienna", "How to Save a Life" i "Heaven Forbid".

## Lista utworów
1. "How to Save a Life"
2. "Vienna"
3. "Heaven Forbid"
4. "Look After You"
5. "She Is"